# Parin
Parin ist ein Ortsteil der Gemeinde Damshagen im Norden des Landkreises Nordwestmecklenburg in Mecklenburg-Vorpommern. Parin wird vom Amt Klützer Winkel mit Sitz in der Stadt Klütz verwaltet.

## Geografie
Das Dorf Parin befindet sich inmitten des Klützer Winkels, vier Kilometer südöstlich des Kernortes Damshagen und zwei Kilometer nordöstlich von Rolofshagen. Die eigentümliche Umgebung Parins ist durch den steten Wechsel von Hügel und Niederungen, von kleinen Waldstücken und Feldern sowie besonders von Wiesen und Teichen gekennzeichnet.

## Geschichte

### Slawenzeit
Der Ortsname Parin ist slawischen Ursprunges aus der Zeit der slawischen Besiedlung Mecklenburgs ab dem 7. Jahrhundert. Bei Parin handelt es sich um einen Ortsnamen, der mit der bis heute vorhandenen natürlichen Umgebung im Zusammenhang steht. Im Polabischen besitzt der Begriff „para“ Bedeutungen wie Dampf, Dunst und aufsteigender Nebel. Damit wird durch einen solchen Begriff ein Ort beschrieben, der „über nicht zufrierendem Boden“ liegt, also ein „Ort in feuchter, nebeliger Gegend“. Die Ortsnamen, die sich auf die räumlichen Begebenheiten beziehen, werden in der heutigen Forschung der ältesten Phase der slawischen Besiedlung von der Einwanderung im 7. Jahrhundert bis zum ersten Kontakt mit den deutschen Siedlern im 12. Jahrhundert zugeordnet. Die ersten slawischen Siedler werden wohl aufgrund der günstigen Bedingungen (Versorgung von Mensch und Tier mit Wasser) an dem Ort des heutigen Dorfes gesiedelt haben.

### Mittelalter
Urkundlich wird Parin als „Porin“ im Ratzeburger Zehntregister von 1230 erstmals erwähnt. Danach war der Zehnt von einer der 12 Hufen an einen Theodericus verlehnt, wohl aus dem Geschlecht der de Storm. Die für den Klützer Winkel prägende Adelsfamilie von Plessen könnte Parin ab der Mitte des 14. Jahrhunderts besessen haben. Für das Jahr 1294 findet sich die Erwähnung eines Hinz von Plessen, im Jahr 1359 ist „Reymbern von Pleße“ als Besitzer nachgewiesen und 1391 „Helmolt van Pleße zu Poryn“. Weil in den Quellen in Bezug auf Parin nur von einem „Edelmann-Sitz“ die Rede ist, scheint es zu dieser Zeit kein Dorf gegeben zu haben. Der mittelalterliche „Edelmann-Sitz“ war unter dem Namen „Alter Hof“ noch am Anfang des 20. Jahrhunderts in der Gegend bekannt und Erdanlagen desselben waren zu dieser Zeit noch ersichtlich. Der Pastor Hermann Gustav Adolf Peek berichtete am Anfang des 20. Jahrhunderts, dass die Feldsteine, die die Straße zu diesem Hof gebildet hatten, im Jahre 1904 als Baumaterial für die heute noch bewohnten ehemaligen Landarbeiterhäuser an der „Unterstraße“ verwendet wurden.

### Frühe Neuzeit
Der „Edelmann-Sitz“ des Mittelalters wurde vermutlich in der zweiten Hälfte des 17. Jahrhunderts aufgegeben und an einen höheren Ort in der Nähe des jetzigen Gutshauses verlegt. Weil Volrad von Plessen im Dienste des Winterkönigs Friedrich V. von der Pfalz gestanden hatte, wurden seine Güter, zu denen Parin gehörte, während des Dreißigjährigen Kriegs (1618–1648) als Albrecht von Wallenstein (1583–1634) Herzog von Mecklenburg war, im Jahre 1629 enteignet und an einen Gefolgsmann verteilt. In der Folge kam es zu einem langen Rechtsstreit, bis Parin 1634 wieder in den Besitz der von Plessens zurückkehrte.
Am 19. Mai 1708 verkaufte der Geheimrat Christian Siegfried von Plessen Parin, Rolofshagen, Kussow und Gutow für 40.000 Taler an den Oberstallmeister Hartwig von Bülow. Das Gut Parin wurde durch einen Schreiber in Rolofshagen für die Grundherren verwaltet. Von dem Jahre 1750 waren die Grundherren über Parin schließlich die Grafen von Bothmer, die bis 1945 Besitzer des Gutes bleiben sollten. Im Jahre 1751 wohnten in Parin nur ein Holländer, ein Scheunenknecht und ein Hirte. Ein Dorf Parin existierte damit auch in der Mitte des 18. Jahrhunderts noch nicht. Das eigentliche Dorf Parin entstand in der Folge der Trennung der Pacht von Parin und Rolofshagen im Jahre 1790. Damit wurde es notwendig, dass der Pächter seinen Sitz in Parin nahm. Der erste Pächter von Parin war Friedrich Schubert, der für die Pacht 2500 Reichstaler an die Grafen Bothmer entrichten musste. Gleichzeitig mit der Trennung von Parin und Rolofshagen wurden auch die Hofdienste für die Bauleute und Kätner der Dörfer Gutow, Kussow und Moor aufgehoben.

### Neuzeit
Die Pächter bauten neben einem Gutshaus als ihrem Wohnsitz auch Wirtschaftsgebäude in Parin. Ferner wurden durch die Intensivierung der Landwirtschaft auch Häuser für die Landarbeiter gebaut, die auf den Feldern der Pachtung arbeiteten. Im Jahre 1904 wurden so die zwei Landarbeiterhäuser gebaut, die heute an der Straße „Unterdorf“ stehen. Diese Häuser tragen als Giebelschmuck ein Kalksteinreliefornament mit der Inschrift „1904“ und den Initialen des Erbauers: „G.O.v.B.“, dem Grundherrn Graf Otto von Bothmer (1865–1918). Von 1821 bis 1903 lag die Pachtung bei Karl Dahlmann und seinen Nachkommen, in diese Zeit fällt auch die Erbauung des bis heute erhaltenen Gutshauses im Jahre 1858. Die Pacht über Parin lag bei Friedrich von Blücher-Jürgensdorf (1878–1933), von 1903 bis 1933. Danach wollte die Witwe Henriette von Blücher, geb. Gräfin Hertzberg, die Pacht nicht weiterführen. Um 1928 betrug der Umfang des damaligen Familienfideikommiss Parin im Besitztum des Alfred Graf von Bothmer (1859–1934), mit Hauptwohnsitz auf Schloss Bothmer, örtlich 353 ha. Hinzu kam das allode Nebengut Rolofshagen mit 513 ha. Von 1934 bis 1940 war August Raspe Pächter von Parin. Nach seinem Tod im Juni 1940 übernahm seine Ehefrau Dorothea Raspe die Pachtung und leitete das Gut bis zur Enteignung am 9. Oktober 1945. Dorothea Raspe starb im Dezember 1945 im Alter von 40 Jahren.
Vor 1918 waren die Pächter Verwalter des Dorfes, so dass erst im Jahre 1923 ein Bürgermeister für Parin und Rolofshagen bestimmt wurde. Im Jahre 1926 bildete Parin mit Gutow, Hofe, Kussow, Moor und Rolofshagen eine Gemeinde. Letzter Gutsherr war der Major und spätere Pfarrer Graf Ludwig Max Otto von Bothmer (1889–1973).
Während der DDR-Zeit wurde das Dorf ausgebaut, indem einige Neubauernhäuser sowie ein Wohnblock (mit vier Wohnungen) an der Straße „Oberdorf“ entstanden. Ferner werden zahlreiche Wirtschaftsgebäude der LPG in Parin errichtet. Parin und Moor waren eigenständige Gemeinden.
Nach der Wende 1989 trat eine Veränderung des Dorfbildes ein. Die Wirtschaftsgebäude der LPG in der Ortsmitte wurden abgerissen, die Wohnhäuser wurden durch ihre Besitzer saniert und  wasserwirtschaftliche Maßnahmen fanden statt. Am 1. Januar 1999 wurde die Gemeinde Moor-Rolofshagen gegründet, der Parin als Ortsteil bis zur Eingemeindung nach Damshagen am 7. Juni 2009 angehörte.

## Sehenswürdigkeiten

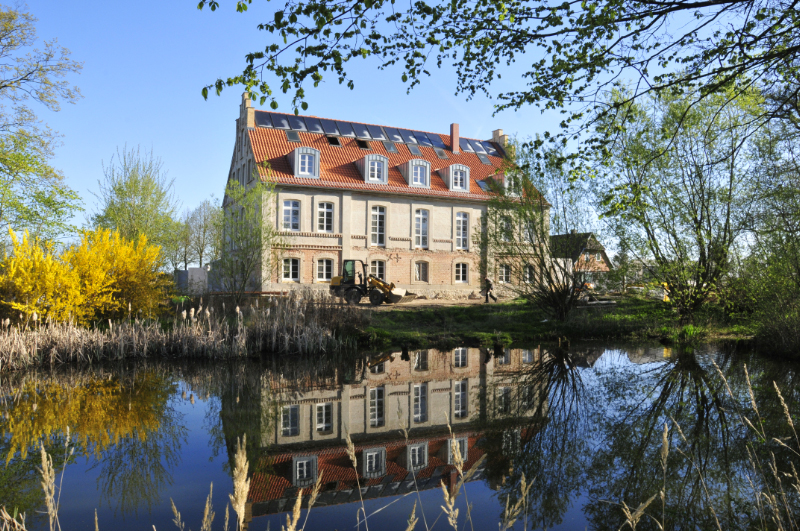
Gutshaus in Parin während der Renovierungsarbeiten im Frühjahr 2009

Das Gutshaus Parin wurde 1858 erbaut, als Karl Dahlmann Pächter von Parin war. Der Bau des Gutshauses steht damit im Kontext der Bewirtschaftung von Parin durch einen eigenen Pächter, der auch einen entsprechenden repräsentativen Wohnsitz benötigte. Das Gutshaus, das in seiner Bauweise an ein Bauernhaus erinnert, war von einzelnen Wirtschaftsgebäuden umgeben. Das Gutshaus ist ein eingeschossiger Bau, der aber auf der Rückseite zum Teich zweigeschossig wirkt. Besonders auffällig ist die Konstruktion eines Lichtgrabens an der Vorderseite des Gutshauses, der für den Lichteinfall in den Keller des Gutshauses sorgt.
Das Gutshaus wurde als Wohngebäude für Familien während der DDR-Zeit genutzt und dafür auch in den 1980er Jahren ausgebaut. Das Gutshaus wurde nach der Wende 1989 zunächst als Wohnhaus weiter genutzt, stand dann ab 2003 leer und war der Witterung ausgesetzt, während die Gemeinde, der das Gebäude gehörte, vergeblich einen Käufer suchte. Das Gutshaus Parin wurde im Jahre 2007 von der Unternehmerin Gertrud Cordes, Geschäftsführerin des „Bio- und Gesundheitshotels Stellshagen“ in Stellshagen von der Gemeinde erworben und seit dem Jahr 2008 umfassend restauriert und zu einem Hotelbetrieb umgebaut.